# 큰긴꼬리나무쥐
큰긴꼬리나무쥐(Margaretamys elegans)는 설치류의 일종이다. 인도네시아 술라웨시섬의 토착종이다.

## 특징
중간 크기의 설치류로 꼬리 길이 248~286mm를 제외한 몸길이가 183~197mm이고, 귀 길이는 23~27mm, 몸무게는 최대 150g이다.